# Synagoga v Úštěku
Synagoga v Úštěku (německy Judenschul in Auscha; hebrejsky בית הכנסת אושה) se nachází v západní části města Úštěk, na okraji skalního masivu, v ulici 1. máje čp. 96, asi 200 metrů od Mírového náměstí. Objekt synagogy a sousední rabínský dům jsou sídlem židovského regionálního muzea, chráněné jako kulturní památka.

## Historie
Poslechnout si článek · info

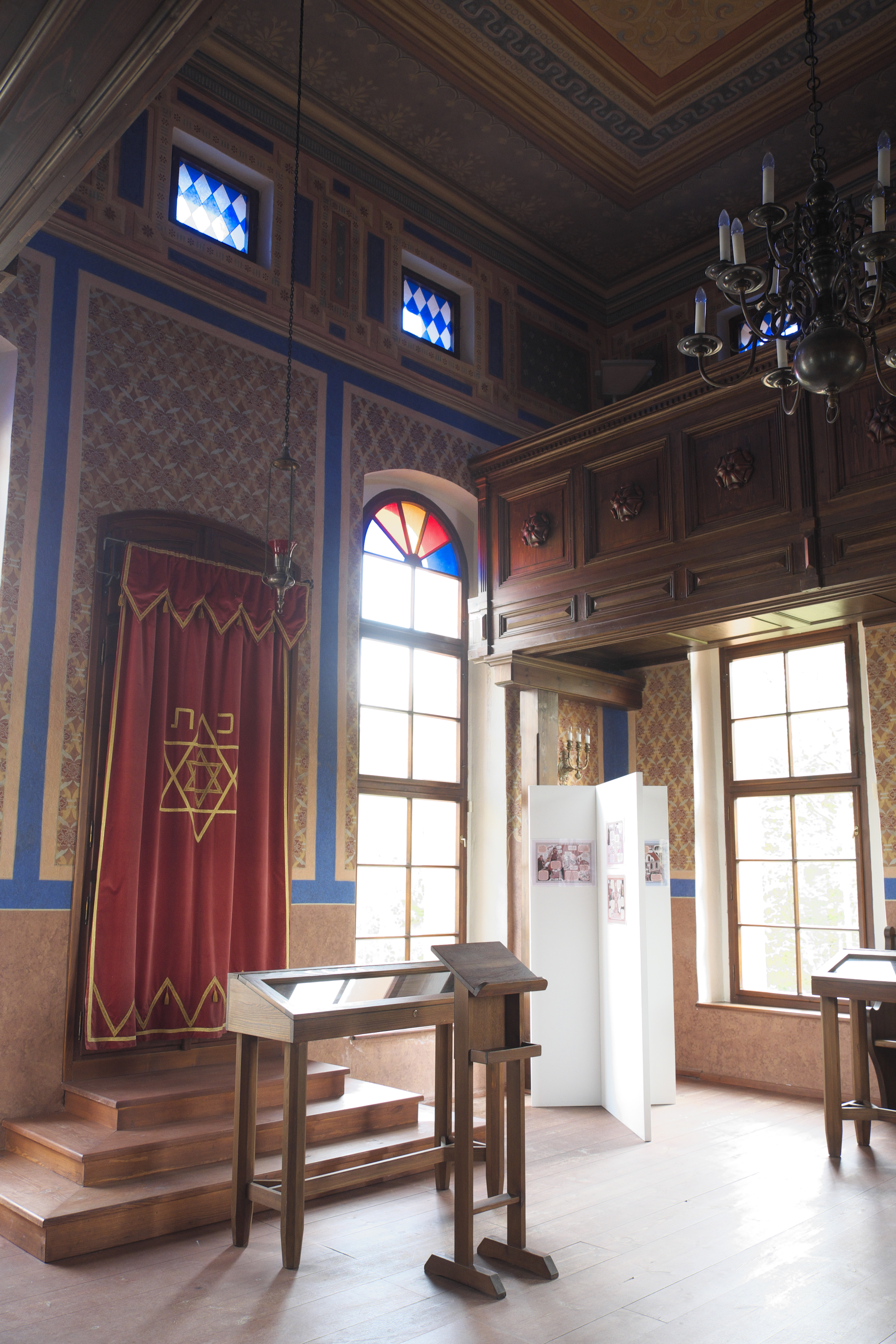
Interiér synagogy

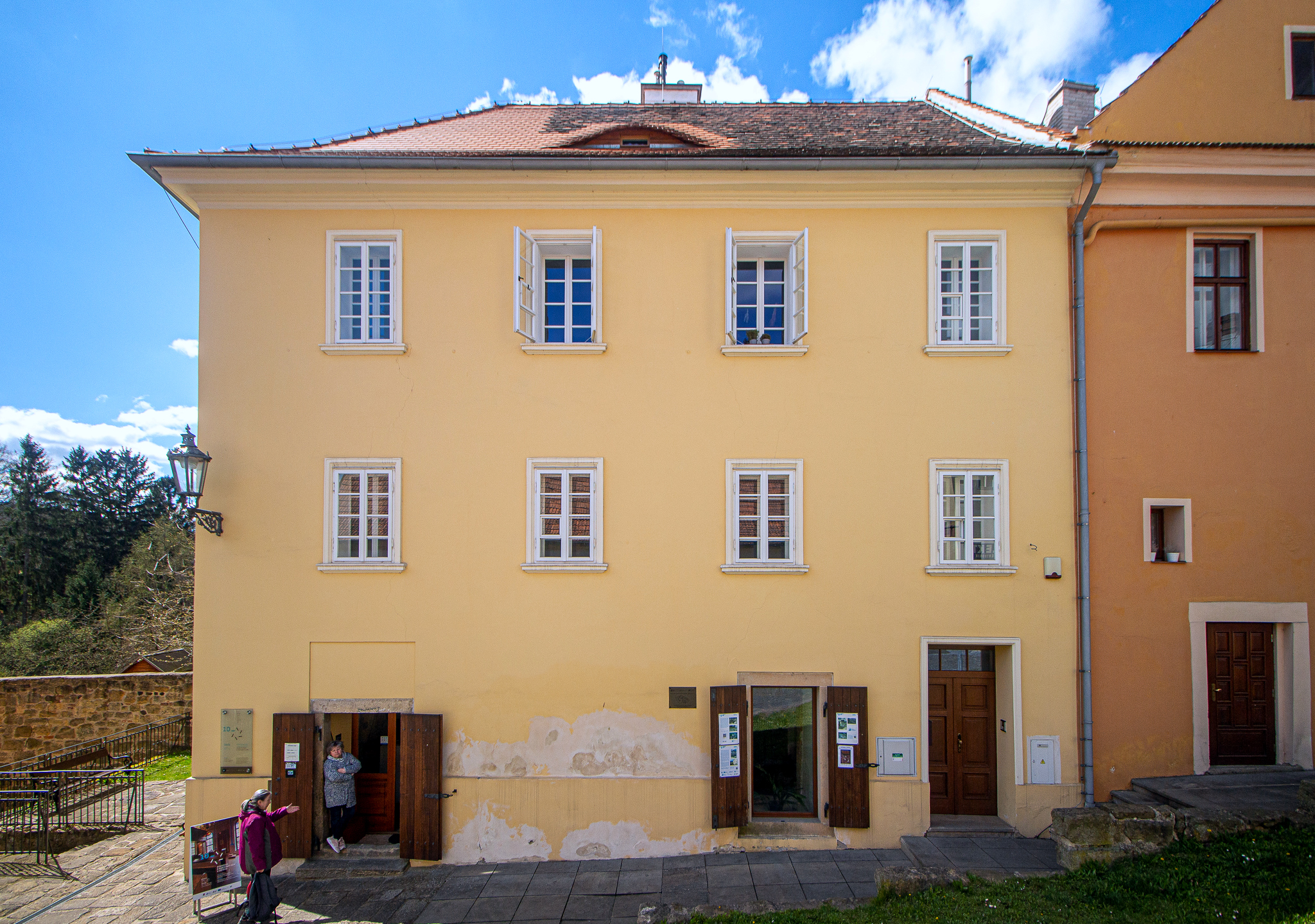
Rabínský dům vedle synagogy

Úštěcká synagoga byla postavena v letech 1791 až 1794 v klasicistním slohu na místě původní dřevěné synagogy, která shořela v roce 1773. 
Kamenná hranolová budova, v rámci Čech typově zcela ojedinělá stavba, stojí na vysoké podezdívce z pískovcových kvádrů v prudkém svahu, přičemž z přední strany je jednopatrová a ze zadní má charakter věžové stavby. V roce 1851 došlo k přestavbě synagogy podle plánů místního stavitele Wenzla Jahna, při níž byla navýšena o 1,2 metru, rozšířena ženská galerie, přistavěna předsíň a vyzdobení modlitebního sálu maurskými motivy. Část synagogy (suterén) byl vyhrazen pro židovskou školu.
K náboženským účelům byla využívána do druhé světové války. Tu přečkala, ale v poválečném období byly sousední domy strženy a synagoga chátrala. V 70. letech 20. století byl vydán demoliční výměr, v 80. letech se dále rozpadala střecha a vnitřní vybavení shořelo. Rekonstrukce se dočkala až v letech 1993 až 2003 v rámci projektu Federace židovských obcí za podpory Mezinárodního fondu pomoci obětem holocaustu, českého státu a města Úštěk.

## Současnost

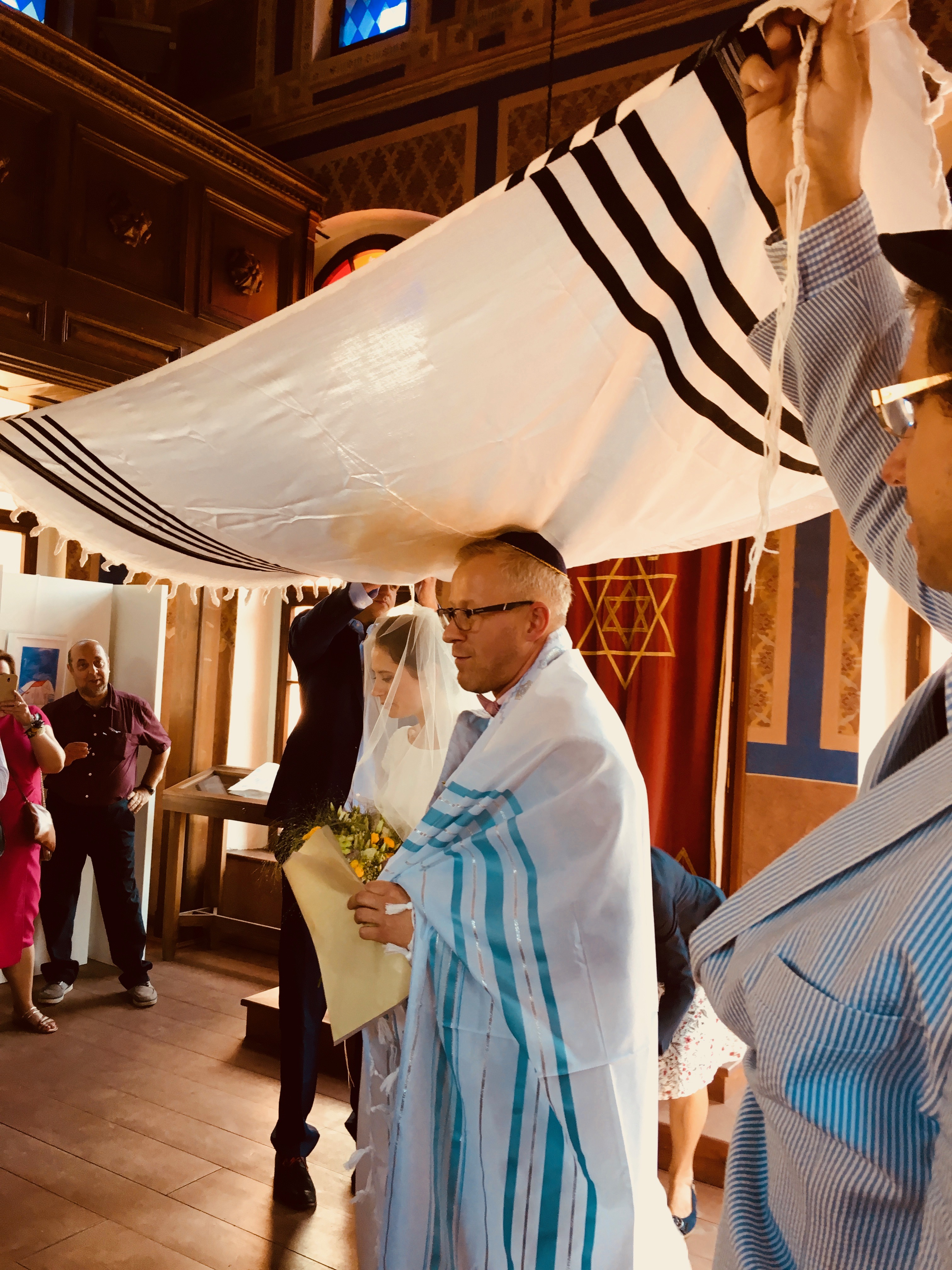
První židovská svatba v úštěcké synagoze od války, srpen 2018.

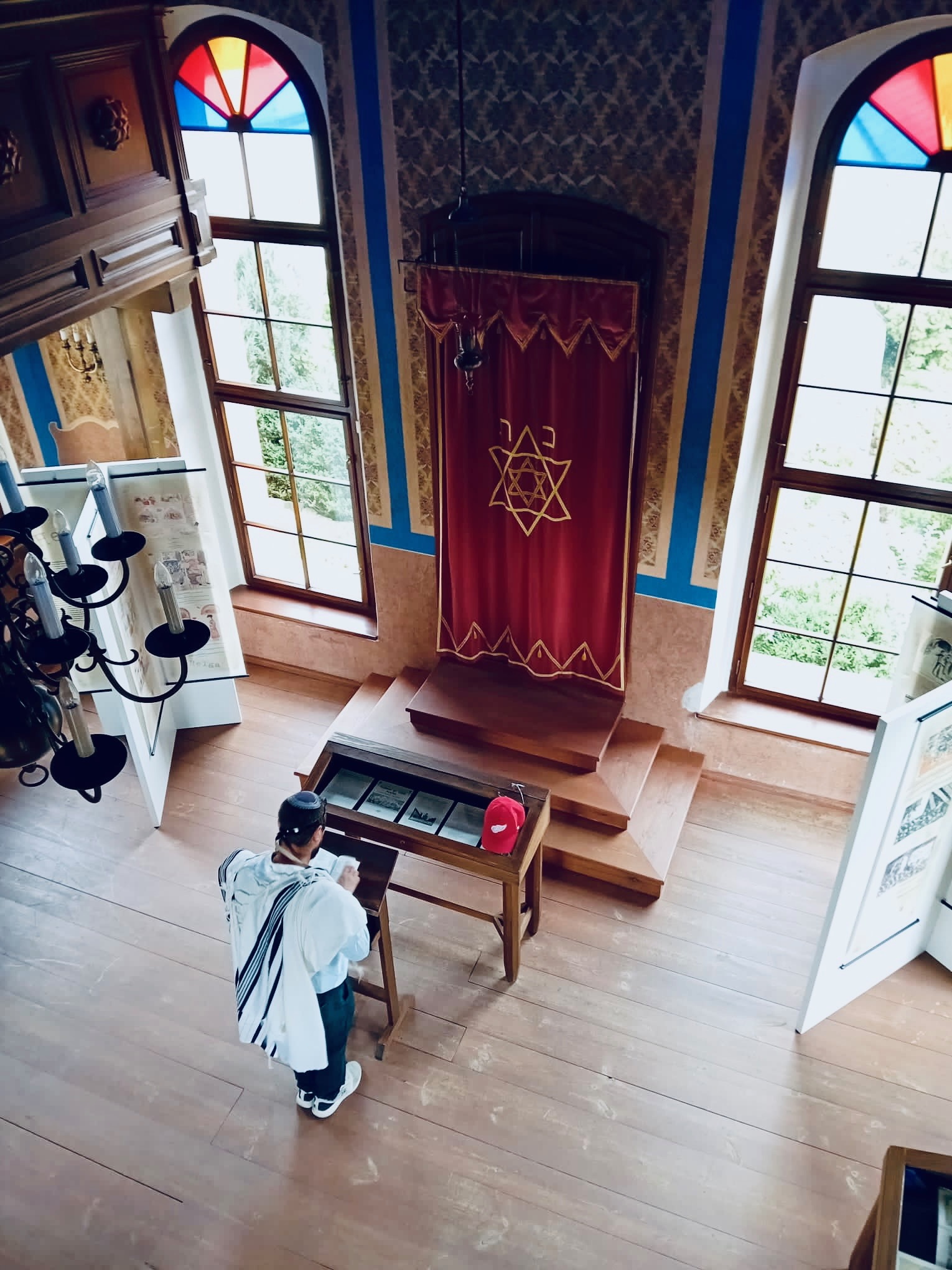
Ranní bohoslužba šachris v úštěcké synagoze, srpen 2023.

V Úštěku od roku 1938 v důsledku holokaustu židovská obec neexistuje, po válce obnovena nebyla – ač do Úštěku po válce v roce 1945 přišlo několik židovských rodin, převážně chasidů z Podkarpatské Rusi, kteří zde dostali repatriační byty po vysídlených sudetských Němcích, ti se ale do roku 1950 všichni vystěhovali (do USA a Izraele). 

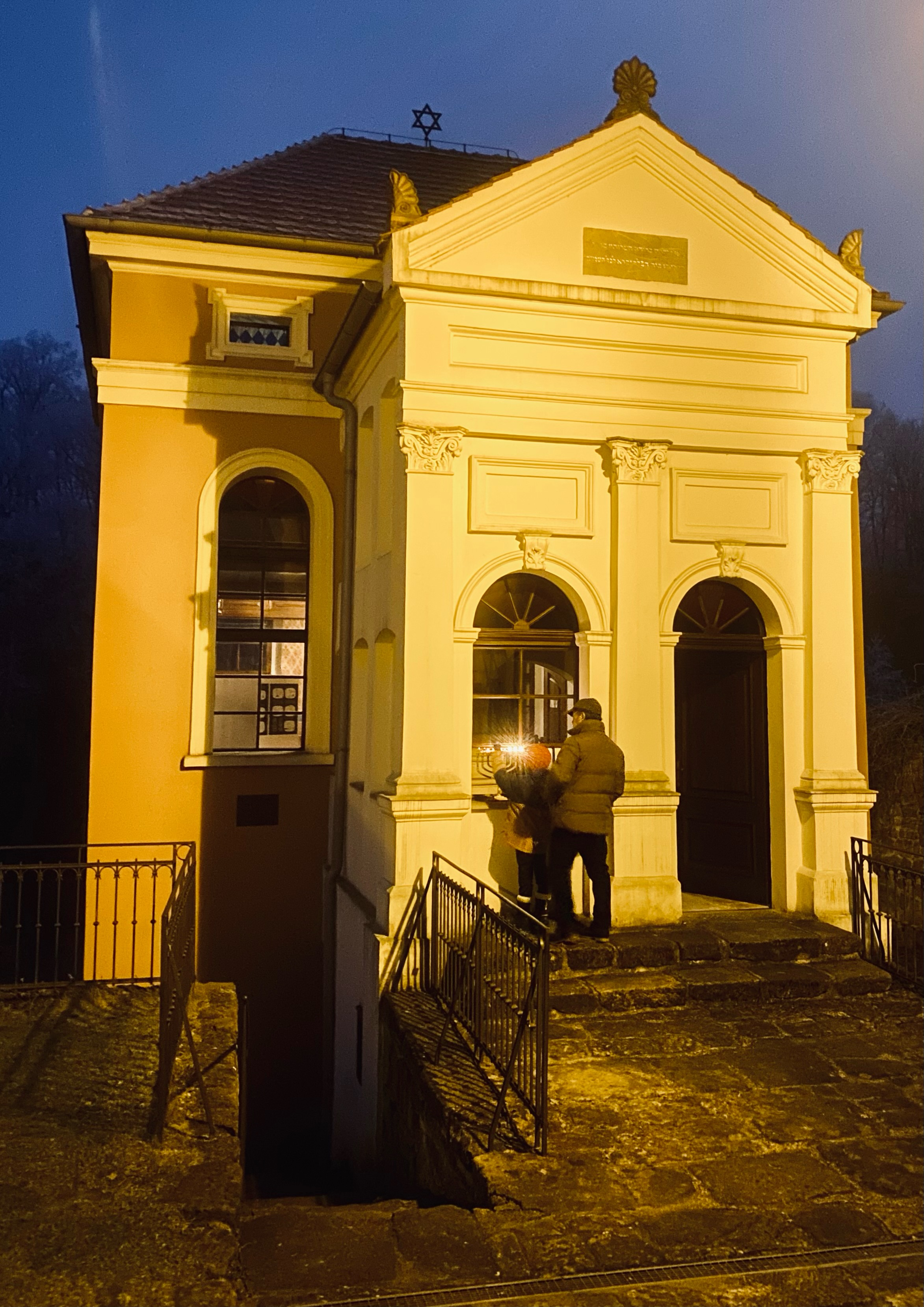
První veřejná oslava svátku Chanuka v Úštěcké synagoze, prosinec 2024.

V posledních několika letech v souvislosti s obnovou památky do původního stavu začíná být synagoga čím dál tím častěji — ovšem sporadicky a nepravidelně — znovu využívána ke svému původnímu bohoslužebnému účelu židovskými věřícími z Prahy, blízkého rekreačního letoviska ve Starých Splavech, či z USA a Izraele. V roce 2018 se zde konala první židovská svatba od holocaustu, byl zde oddán pár z Prahy. V prosinci 2024 se v synagoze konala první veřejná bohoslužba a oslava svátku Chanuka od dob druhé světové války; tradiční svícen, zvaný chanukija zapálil na prostranství před synagogou Tomáš Kraus a jeho vnuk. 